# Ja Morant
Temetrius Jamel "Ja" Morant (Dalzell, 10 de agosto de 1999) é um jogador de basquete profissional que joga no Memphis Grizzlies da National Basketball Association (NBA).
Ele jogou basquete universitário na Universidade Estadual de Murray e foi selecionado pelos Grizzlies como a segunda escolha geral no Draft da NBA de 2019.
Em seu segundo ano em Murray, ele se tornou o primeiro jogador na história da NCAA a obter, em média, pelo menos 20 pontos e 10 assistências por jogo em uma única temporada.

## Início da vida e ensino médio
Morant nasceu em Dalzell, Carolina do Sul, filho de Tee e Jamie Morant. Sua mãe era armadora no ensino médio e jogava softbol na faculdade, enquanto seu pai era colega de escola de Ray Allen e jogava basquete na Universidade Claflin. Depois de jogar semi-profissionalmente, Tee considerou jogar profissionalmente no exterior. No entanto, quando Jamie ficou grávida de Ja, ele abandonou sua carreira no basquete e se tornou barbeiro.
Ja começou a jogar basquete com seu pai em seu quintal, que lhe ensinou arremessos e comprou pneus de trator para ele praticar os saltos com uma aterragem suave. Na infância, ele costumava enfrentar oponentes mais velhos, dizendo à mãe: "Não estou preocupado com as crianças grandes". Morant jogou no circuito Amateur Athletic Union (AAU) com o South Carolina Hornets, uma pequena equipe sediada em Columbia, Carolina do Sul. Por uma única temporada, ele foi companheiro de equipe de Zion Williamson, que se tornaria um dos melhores jogadores de sua classe.
Morant frequentou a Crestwood High School em Sumter, Carolina do Sul. Ele cresceu de 1,75 m a 1,83 m nos primeiros três anos no time de basquete. Morant saiu como o maior artilheiro de todos os tempos da escola com 1.679 pontos.
Nas duas últimas temporadas em Crestwood, ele obteve uma média de 27 pontos, 8 rebotes e 8 assistências por jogo. Morant também deixou o ensino médio como MVP de todas as regiões por três vezes. Morant não pôde enterrar até que estivesse no último ano.

### Recrutamento
Morant não foi classificado pelos serviços de recrutamento ESPN, 247Sports ou Rivals. Sua única grande oferta da Divisão I da NCAA veio da Universidade da Carolina do Sul.
Ele foi descoberto acidentalmente pelo programa de médio porte Murray State da OVC em julho de 2016, quando o assistente do técnico principal, James Kane, participou de um acampamento na esperança de ver um jogador que estava se juntando ao seu time. Enquanto procurava um lanche, Kane notou Morant jogando uma partida de três contra três em uma academia auxiliar; impressionado, ele entrou em contato com o treinador Matt McMahon, que logo ofereceu uma bolsa a Morant.
Em 3 de setembro de 2016, Morant se comprometeu a jogar por Murray State durante o jantar na casa de McMahon. Seu pai disse: "Todo pai quer que seu filho jogue em um programa importante, mas o que eu percebi é que não vá aonde você quer estar, vá aonde eles querem você".
Suas outras ofertas da Divisão I incluem Duquesne, Maryland Eastern Shore, Carolina do Sul e Wofford.

## Carreira na faculdade

### Primeiro ano
Em 10 de novembro de 2017, Morant estreou em Murray State com 7 pontos e 11 assistências, ajudando na vitória por 118–61 sobre a Universidade de Brescia da Associação Nacional de Atletismo Intercolegial (NAIA).
Ele teve seu primeiro duplo-duplo em 12 de dezembro de 2017, com 10 pontos, 12 rebotes e 6 assistências na derrota de 69-55 para Saint Louis. Ele teve seu primeiro triplo-duplo em 28 de dezembro, registrando 11 pontos, 10 rebotes e 14 assistências na vitória de 80-52 sobre Eastern Illinois. Foi o segundo triplo-duplo na história da universidade, o primeiro foi realizado por Isacc Miles em 1984, e também foi o recorde de maior número de assistências em um jogo do CFSB Center, superando a antiga marca de 12 estabelecida por Aubrey Reese em 1999. Morant também teve a terceira maior marca de assistências em um único jogo de um jogador do Murray State.
Após uma média de 12,7 pontos, 6,5 rebotes e 6,3 assistências por jogo, Morant foi selecionado para a Equipe Ideal da OVC e para a Equipe de Novatos da OVC. Suas 6,3 assistências por jogo ficaram em 14º no país em sua temporada de calouros. Ele se tornou o sétimo calouro em 25 anos a acumular 150 assistências, 150 rebotes e 10 bloqueios.
Morant e Murray State avançaram para o Torneio da NCAA em sua temporada de calouros depois de vencer o título da OVC em uma vitória de 68–51 sobre Belmont. Morant fez 15 pontos, 5 assistências e 5 rebotes naquele jogo. Murray State perderia no jogo de abertura para Virgínia Ocidental, apesar dos 14 pontos de Morant.

### Segundo ano
Morant começou a se registrar no radar de alguns olheiros no verão de sua segunda temporada em 2018. Ele era um dos 20 jogadores convidados para o Elite Guard Camp de Chris Paul, que Morant chamou de "uma honra".
Quando sua segunda temporada começou, Morant assumiu um papel de liderança em Murray State com as partidas dos principais jogadores Jonathan Stark e Terrell Miller. Em sua estréia na temporada, ele anotou 26 pontos e 11 assistências na vitória de 74-53 contra Wright State.
Em 24 de novembro de 2018, Morant registrou 29 pontos, 13 rebotes e 12 assistências em uma vitória de 77-66 sobre Missouri, tornando-se o primeiro jogador de Murray a registrar vários triplos duplos.
Por volta de dezembro de 2018, Morant foi quase unanimemente projetado como uma das cinco principais seleções no Draft da NBA de 2019.
Em 10 de janeiro de 2019, Morant quebrou o recorde da universidade de mais assistências em um único jogo, com 18, enquanto marcou 26 pontos contra o UT Martin. Em 19 de janeiro, ele registrou 40 pontos, 11 assistências e 5 roubadas de bola em uma vitória sobre SIU Edwardsville. Ele se tornou o primeiro jogador masculino da Divisão I da NCAA em 20 anos a somar pelo menos 40 pontos, 10 assistências e 5 roubadas de bola em um único jogo.
Depois de registrar 25 pontos, 8 rebotes e 14 assistências na vitória por 102-70 sobre Eastern Kentucky, Morant se tornou o 46º jogador de Murray com 1.000 pontos e superou o recorde da OVC de mais assistências em uma única temporada, mantidas por Duane Washington por 32 anos.
No final da temporada regular, ele foi nomeado como Jogador do Ano da OVC enquanto liderava a Divisão I da NCAA em assistências. Em 9 de março, ele anotou 36 pontos, 7 rebotes e 3 assistências na vitória por 77-65 sobre Belmont pelo título no Torneio da OVC. Morant foi posteriormente nomeado MVP do torneio.
Em 21 de março, em uma vitória de 83-64 sobre Marquette na primeira rodada do Torneio da NCAA de 2019, Morant registrou 17 pontos, 11 rebotes e 16 assistências. Ele se tornou o oitavo jogador a registrar oficialmente um triplo-duplo na história do torneio e o primeiro jogador desde Draymond Green em 2012. Na segunda rodada, ele marcou 28 pontos em uma derrota de 90-62 para Florida State. Durante o jogo, Morant estabeleceu recordes de assistência na carreira e pontos em uma temporada.
Ele encerrou sua campanha de segundo ano com média de 24,5 pontos, 5,7 rebotes, 10 assistências e 1,8 roubadas de bola por jogo. Morant se tornou o primeiro jogador da NCAA a obter, em média, pelo menos 20 pontos e 10 assistências por jogo em uma única temporada.
Após a derrota de Murray State no Torneio da NCAA de 2019, Morant anunciou sua intenção de renunciar às duas últimas temporadas de elegibilidade universitária e se declarar para o Draft da NBA de 2019, onde foi selecionado como a segunda escolha geral pelo Memphis Grizzlies.

## Carreira profissional

### Memphis Grizzlies (2019 – Presente)
Morant foi selecionado como a segunda escolha geral pelo Memphis Grizzlies durante o Draft da NBA de 2019. Em 2 de julho de 2019, Morant assinou com oficialmente com os Grizzlies.
Em 23 de outubro de 2019, ele estreou na NBA, começando com uma derrota por 101-120 para o Miami Heat, com 14 pontos, 4 rebotes, 4 assistências, um roubo de bola e um bloqueio.
A partir de fevereiro de 2020, Morant liderou os novatos em assistências por jogo com 7,1 assistências. Ele tem uma média de 17,6 pontos e 1,0 roubadas de bola.
Em 9 de fevereiro de 2020, Morant marcou seu primeiro triplo-duplo da carreira em uma vitória por 106-99 sobre o Washington Wizards.
Em 3 de maio de 2022, Morant anotou 47 pontos em partida pelos Playoffs, enfrentando o Golden State Warriors. O feito coloca Morant ao lado de nada mais nada menos que LeBron James e Kobe Bryant como jogador com menos de 23 anos com 45 pontos ou mais em playoffs da NBA. Os três alcançaram esta marca em duas partidas.
Em junho de 2023, Ja Morant foi suspenso por 25 jogos após reincidência em conduta prejudicial à liga, após aparecer publicamente portando armas de fogo. Em março do mesmo ano, já havia sido punido por oito jogos. Em janeiro, após retornar da suspensão, o atleta sofreu uma lesão no ombro em um treino, finalizando precocemente sua temporada, depois de apenas nove jogos disputados.

## Estatísticas de carreira

### Temporada Regular
| Ano      | Equipe   | PJ  | PT  | MPJ  | AP   | 3P   | LL   | RT  | AS  | BR  | TO  | PPJ  |
| -------- | -------- | --- | --- | ---- | ---- | ---- | ---- | --- | --- | --- | --- | ---- |
| 2019–20  | Memphis  | 67  | 67  | 31.0 | .477 | .335 | .776 | 3.9 | 7.3 | 0.9 | 0.3 | 17.8 |
| 2020–21  | Memphis  | 63  | 63  | 32.6 | .449 | .303 | .728 | 4.0 | 7.4 | 0.9 | 0.2 | 19.1 |
| 2021-22  | Memphis  | 57  | 57  | 33.1 | .493 | .344 | .761 | 5.7 | 6.7 | 1.2 | 0.4 | 27.4 |
| 2022-23  | Memphis  | 61  | 59  | 31.9 | .466 | .307 | .748 | 5.9 | 8.1 | 1.1 | 0.3 | 26.2 |
| 2023-24  | Memphis  | 9   | 9   | 35.3 | .471 | .275 | .813 | 5.6 | 8.1 | 0.8 | 0.6 | 25.1 |
| Carreira | Carreira | 257 | 255 | 32.2 | .472 | .318 | .755 | 4.8 | 7.4 | 1.0 | 0.3 | 22.5 |
| All-Star | All-Star | 2   | 2   | 18.8 | .600 | .000 | –    | 2.0 | 3.0 | 0.5 | 0.0 | 6.0  |

Playoffs
| Ano      | Equipe   | PJ | PT | MPJ  | AP   | 3P   | LL   | RT  | AS  | BR  | TO  | PPJ  |
| -------- | -------- | -- | -- | ---- | ---- | ---- | ---- | --- | --- | --- | --- | ---- |
| 2021     | Memphis  | 5  | 5  | 40.6 | .487 | .323 | .775 | 4.8 | 8.2 | 0.4 | 0.0 | 30.2 |
| 2022     | Memphis  | 9  | 9  | 37.6 | .440 | .340 | .747 | 8.0 | 9.8 | 2.0 | 0.4 | 27.1 |
| 2023     | Memphis  | 5  | 5  | 37.4 | .425 | .419 | .769 | 6.8 | 7.0 | 1.8 | 0.2 | 24.6 |
| Carreira | Carreira | 19 | 19 | 38.3 | .449 | .357 | .758 | 6.8 | 8.6 | 1.5 | 0.3 | 27.3 |

### Universidade
| Ano      | Equipe       | PJ | PT | MPJ  | AP   | 3P   | LL   | RT  | AS   | BR  | TO | PPJ  |
| -------- | ------------ | -- | -- | ---- | ---- | ---- | ---- | --- | ---- | --- | -- | ---- |
| 2017–18  | Murray State | 32 | 32 | 34.0 | .459 | .307 | .806 | 6.5 | 6.3  | .9  | .4 | 12.7 |
| 2018–19  | Murray State | 33 | 33 | 36.6 | .499 | .363 | .813 | 5.7 | 10.0 | 1.8 | .8 | 24.5 |
| Carreira | Carreira     | 65 | 65 | 35.3 | .485 | .343 | .810 | 6.1 | 8.2  | 1.4 | .6 | 18.7 |

## Prêmios e Homenagens
- NBA
  - NBA Most Improved Player Award: 2022
  - 2x NBA All-Star: 2022, 2023
  - NBA Rookie of the Year: 2020
  - All-NBA Team:
    - Segundo time: 2022

  - NBA All-Rookie Team:
    - Primeiro time: 2020

## Vida pessoal
Morant tem uma irmã mais nova, Teniya, que cresceu jogando basquete com ele no quintal e agora compete pela Hillcrest Middle School, em Dalzell.
Devido ao seu atleticismo, costuma ser alvo de comparações com Russell Westbrook, que Morant disse ser o seu jogador favorito.

Morant e sua namorada, KK Dixon, tiveram uma filha em 7 de agosto de 2019, chamada Kaari Jaidyn Morant. 